# Евменов, Анатолий Васильевич
Анатолий Васильевич Евменов (2 апреля 1945, Ленинград, СССР — 6 ноября 2015, Санкт-Петербург, Российская Федерация)  — советский и российский монументалист, живописец, график, педагог.

## Биография
Анатолий Евменов родился в г. Ленинграде в 1945 г.
С восьми лет начал заниматься изобразительным искусством в изостудии при Ленинградском Дворце пионеров у С. Левина.
В 1963 году окончил художественную школу №190 в Ленинграде.
В 1971 году окончил Ленинградское высшее художественно-промышленное училище им. В.И. Мухиной (Санкт-Петербургская художественно-промышленная академия им. А.Л. Штиглица) по специальности 2231 — монументально-декоративное искусство.
Первая выставка, в которой принял участие художник, состоялась в 1964 году в выставочном зале Дома народного творчества. За работу «Мартовские крыши», выполненную в технике холст-масло автор получил диплом первой степени и наградной лист участника. В этом же году Анатолий Евменов, по приглашению заслуженного художника России Рубана Игоря Павловича, участвовал в написании панно для музея Арктики и Антарктики в центральном зале музея.
Осенью 1964 г. получил диплом 1-й степени за картину «Портрет Наташи», экспонировавшуюся на юбилейной выставке изостудии ДК медработников.
В 1966 г. принял участие во второй выставке молодых художников Ленинграда, которая проходила в Большом выставочном зале ЛОСХ осенью. За период с 1966 по 1975 г. Анатолий Евменов был участником нескольких юбилейных выставок, ежегодных осенних и весенних городских выставок, трех республиканских и двух всесоюзных выставок, проходивших в Москве.
К этим выставкам прибавилась целая серия монументальных работ. Художественным советом комбината ДПИ были особенно отмечены 13 мозаичных натюрмортов для ТЦ и мозаика на фасаде клуба в г. Пушкине, выполненные в уникальной технике мелкомодульной мозаики из стеклоплитки.
Оригинальная роспись, выполненная в технике «энкаустика» для интерьера здания Балтийского пароходства объемом 78 м2 на тему «Все флаги в гости к нам», была отмечена за творческие находки в освоении новых технологий и уникальное творческое решение, правлением СХ РСФСР.
С 1975 года Анатолий Евменов член Союза художников России.
С этого времени художник регулярно участвует во всех выставках, проводимых ЛОСХ, СХ СССР и Министерством культуры СССР не только в различных регионах и республиках страны, но и за рубежом.
В период с 1982 г. по 1991 г. картины Евменова А.В., написанные на актуальные общественные темы по договорам и поручению СХ СССР и Министерства культуры СССР, такие как «Дискотека», триптих «Ткачихи фабрики им. Анисимова», «Прибытие поезда метро на станцию Гостиный двор в час пик», «Время летних отпусков» экспонировались на 16 международных выставках изобразительного искусства, представляя творчество молодых художников страны.
Работы Евменова находятся в музее изобразительного искусства Калининграда, музее А. Ахматовой Санкт-Петербурга, музеях искусства городов: Самары, Киева, Томска, Новгорода, Южно-Сахалинска, в музее Нон-конформизма Zimmerli Art Museum, музее русского импрессионизма в Филадельфии (США), в Finley collection,  Jarren Gallery города Чаттануга в США, Russian art gallery, Tennessee, Kunsthandlung Galerie  и многих других музеях и частных собраниях живописи.
По линии художественного фонда России художником было создано за это время более 35 художественных произведений для музеев, дворцов культуры, библиотек, санаториев. Из всего перечня выполненных работ особо значима серия полотен, написанных к 150-летию столицы Украины для Киевского исторического музея, цикл картин на тему творчества Александра Блока для дворца культуры завода «УралМаш», батальная композиция «Битва при Прейсише-Эйлау» для Калининградского исторического музея, серия картин, посвященных А.С. Пушкину для областной библиотеки Ленинграда (СПб).

## Выставки
- 1966 — «Обводный канал». Вторая выставка молодых художников Ленинграда, ЛОСХ.
- 1967 — «Натюрморт со швейной машинкой». Юбилейная выставка «50 лет Октябрьской революции», ЛОСХ.
- 1968 — «Белые ночи». Осенняя выставка «50 лет ВЛКСМ», ЛОСХ.
- 1972 — «Трудный подросток». Холст, масло 168x135. Всесоюзная выставка, Москва ЦВЗ.
- 1974 — «Автопортрет». ЛОСХ. Республиканская выставка.
- 1975 — «Портрет молодой дамы». Зональная выставка «Наш современник». Ленинград, выставочный зал Союза художников.
- 1976 — «Сон Вакха». Республиканская выставка «Наш современник». Москва.
- 1977 — «Концерт». Зональная молодежная выставка. Ленинград, выставочный зал «Манеж».
- 1979 — «Купава». Зональная выставка. Ленинград, выставочный зал «Манеж».
- 1980 — Дискотека. Всесоюзная выставка молодых художников СХ СССР. Ташкент, центральный выставочный зал.
- 1981 — Метаморфозы. Триптих. Всесоюзная молодежная выставка. Москва, ЦВЗ «Манеж».
- 1982 — «Прибытие поезда метро на станцию Гостиный двор в час пик». Всесоюзная выставка. Москва, ЦВЗ «Манеж».
- 1988 — Выставка группы молодых художников Ленинграда и Москвы. Выставочный комплекс «Гавань», Ленинград.
- 1990 — «Моя Москва», «Палестинские притчи», «На базар», «Дискотека». Серия международных выставок, организованных министерством культуры СССР «Современная живопись России». Польша, Югославия, Германия, Италия, Испания, Франция.
- 1995 — «Глория». Выставка «Осень 95». Санкт-Петербург, выставочный зал Союза художников.
- 1998 — «Весна священная», «Похороны козы». Юбилейная выставка СХ СПб, выставочный зал Союза художников.
- 2000 — «Пролетая над гнездом». Выставка, посвященная дням культуры Санкт-Петербурга в Финляндии (Хельсинки).
- 2004 — Дыши сердцем (серия графических листов). Международная выставка графического искусства «БИН–4». Центральный выставочный зал «Манеж». Каталог
- 2005 — Небесная река. Юбилейная выставка, посвященная творчеству группы друзей О. Ю. Яхнина. Центральный выставочный зал «Манеж». Каталог
- 2006 — Цветы и эльфы (триптих, серия графических работ). Международная выставка графического искусства «БИН–6». Центральный выставочный зал «Манеж». Каталог
- 2006 — Неназванные.  Выставка художников монументальной живописи «Стена». Выставочный зал Союза художников.
- 2000–2015 — Весенне-осенние выставки, проводимые Союзом художников России в СПб
- 2016 — Персональная выставка «Посвящение мирозданию», каталог выставки[4].
- 2017 — Выставка в Калининградском музее изобразительных искусств «Женственность как миф»
- 2017 — Выставка российских художников «Два мира и одна судьба. Часть II». Калининградский музей изобразительных искусств[5].
- 2018 — Выставка «Сотворение». Анатолий и Галина Евменовы, Олег Зверлин, каталог выставки[6][7].
- 2018 — Выставка «творческий путь». Каталог [8][9].

## Педагогическая деятельность
Студентом старшего курса ЛВХПУ им. В.И. Мухиной в 1969 г. Евменов А.В. начал преподавать в детской вечерней художественной школе № 2. С 1972 г. Преподавал живопись в педагогическом институте им. А.И. Герцена на кафедре живописи, а с 1978 г. – на кафедре монументальной росписи ЛВХПУ им. В.И. Мухиной.
С 1998 г. по 2004 г. ректор Негосударственного образовательного учреждения высшего профессионального образования «Институт декоративно-прикладного искусства», основанного в 1996 г.
С 2004 г. Евменов А. В. преподает в должности доцента на кафедре «Декоративно-прикладного искусства» в Институте Дизайна и Декоративно-прикладного искусства СПб ГУСЭ, и на факультете искусств в Санкт-Петербургском государственном университете.

## Семья
В 1966 году женился на Евменовой Г. И .
Галина Евменова родилась в 1945 г. в г. Нальчике.
В 1971 году Евменова Галина закончила ЛВХПУ им. В.И. Мухиной.
С 1967 года художники совместно занимаются творческой и профессиональной деятельностью.
Дочь — Анастасия Евменова.

## Награды
Начиная с 2003 года регулярно публикуется в литературно-художественном альманахе Союза писателей России «Медвежьи песни» и в художественно-публицистическом журнале членов Союза писателей России «Второй Петербург». За это А. В. Евменов в 2009 году был удостоен премии Союза писателей России имени поэта Б. П. Корнилова.
В ноябре 2000 г. за большие творческие достижения в области культуры и вклад в организацию современного художественного образования А. В. Евменову присвоено звание члена-корреспондента Академии гуманитарных наук России.
В 2006 г. указом Президента Российской Федерации от 19 февраля 2003 г. награжден медалью «В память 300-летия Санкт-Петербурга».
В 2009 году присвоено ученое звание Доцента декоративно-прикладного искусства. Приказ Рособрнадзора от 21.10.09 г. № 2100

## Публикации
Публикации в журнале «Второй Петербург».
Галерея Russian art gallery, Georgetown, Tennessee
Вильгельмсхафен, Германия, ARTSTUDIO 2008, Uwe Michael Laura Michael
Хэйлунцзянская Ассоциация, российская живопись, г. Харбин. Книга «Современные художники России», 2013 г.

## Статьи
Выставка живописи петербургских художников «СОТВОРЕНИЕ» (недоступная ссылка)
«Посвящение в художники. Анатолий Евменов»
Журнал «Невечерний свет», №2, 2012 г., статья «Художник Анатолий Евменов. Христианство в современном изобразительном искусстве», Кирилл Козлов
Выставка «Сотворение», библейские и религиозные сюжеты в творчестве современных художников.
Интерьвью с художником Анатолием Евменовым «Миры с мирами говорят»